# Pucciniastrum coryli
Pucciniastrum coryli är en svampart som beskrevs av Kom. 1899. Pucciniastrum coryli ingår i släktet Pucciniastrum och familjen Pucciniastraceae.   Inga underarter finns listade i Catalogue of Life.